# Villers-sous-Saint-Leu
Villers-sous-Saint-Leu – miejscowość i gmina we Francji, w regionie Hauts-de-France, w departamencie Oise.
Według danych na rok 1990 gminę zamieszkiwało 2347 osób, a gęstość zaludnienia wynosiła 537 osób/km² (wśród 2293 gmin Pikardii Villers-sous-Saint-Leu plasuje się na 111. miejscu pod względem liczby ludności, natomiast pod względem powierzchni na miejscu 934.).